# バージニア・コモンウェルス大学
バージニア・コモンウェルス大学（Virginia Commonwealth University, VCU）は、アメリカ合衆国バージニア州リッチモンドの州立研究大学である。VCUは1838年にハンプデン・シドニーカレッジ（Hampden–Sydney College）の医学科として創設され、1854年にバージニア医学校（Medical College of Virginia）になった。1968 年、バージニア州政府がバージニア医学校とリッチモンド専門インスティテュート（Richmond Professional Institute, 1917年創立）を合併し、バージニア・コモンウェルス大学が創設された。今日、31,000人以上の学生が226の学位・認証課程においてVCUの13のスクールと1つのカレッジで学んでいる。VCU健康システム（VCU Health System）が大学の健康管理教育、研究、保護者ケアの使命を支援している。
2014-15年度において2億7,030万ドルの研究支援金を受けたVCUは、研究大学として非常に高レベルな活動を行っているとカーネギー高等教育機関分類から認定されている。大学では各種センターや研究所が、公共政策、生命工学、健康科学といった複数分野の教員と連携しながら、研究理念を支えている。28の学位課程と大学院課程が『U.S. News & World Report』によって米国内ベストプログラムに選出されている。VCUのスポーツチームは全米大学体育協会（NCAA）のディヴィジョンⅠに参加しており、VCU Ramsという名で知られ、アトランティック10カンファレンスに所属している。VCUのキャンパスには歴史的建造物が残されており、その一つであるジンター・ハウス（Ginter House）は、現在大学のプロヴォストによって使用されている。

### モンローパークキャンパス

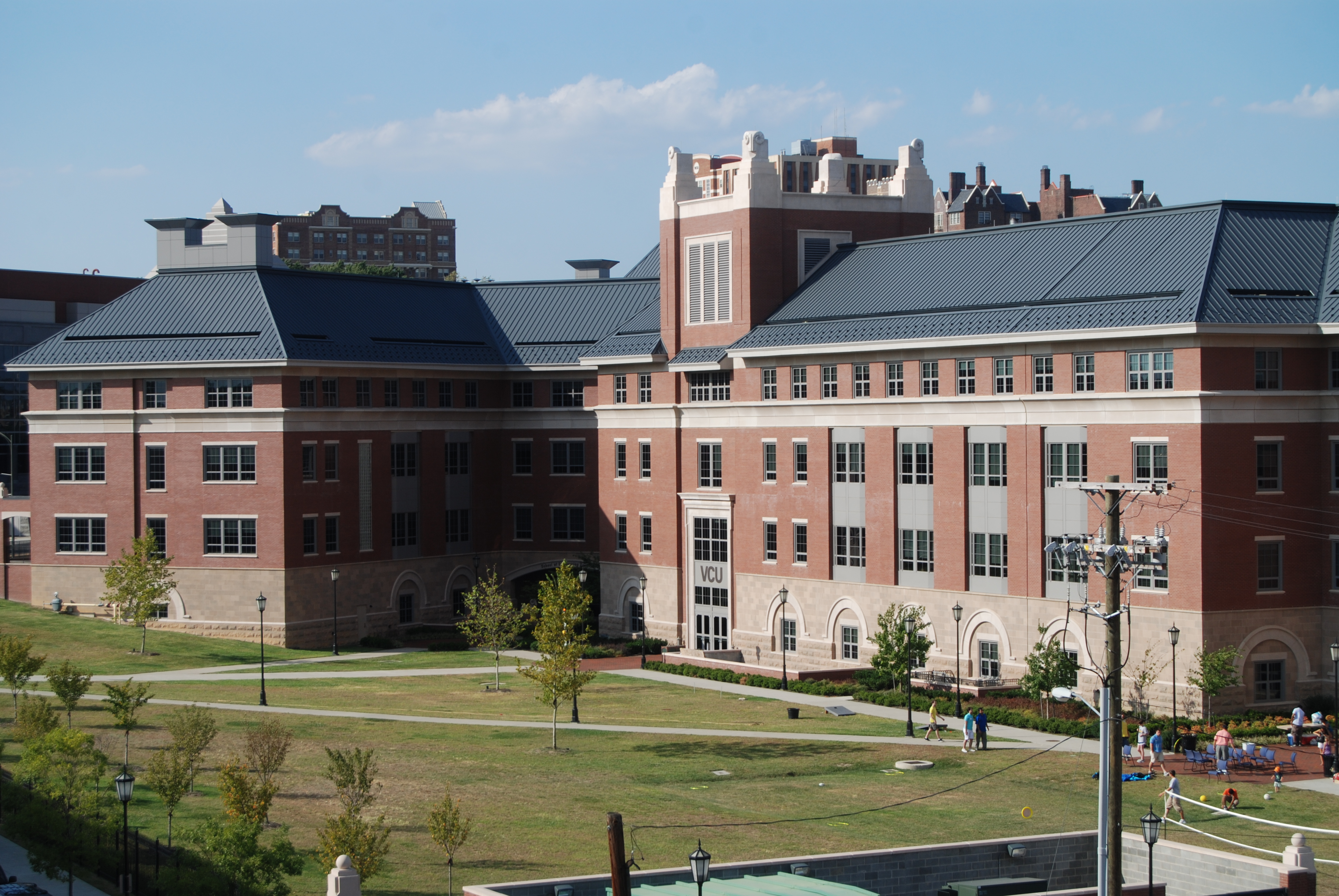
スニード・ホール、モンローパークキャンパス。

### MCVキャンパス

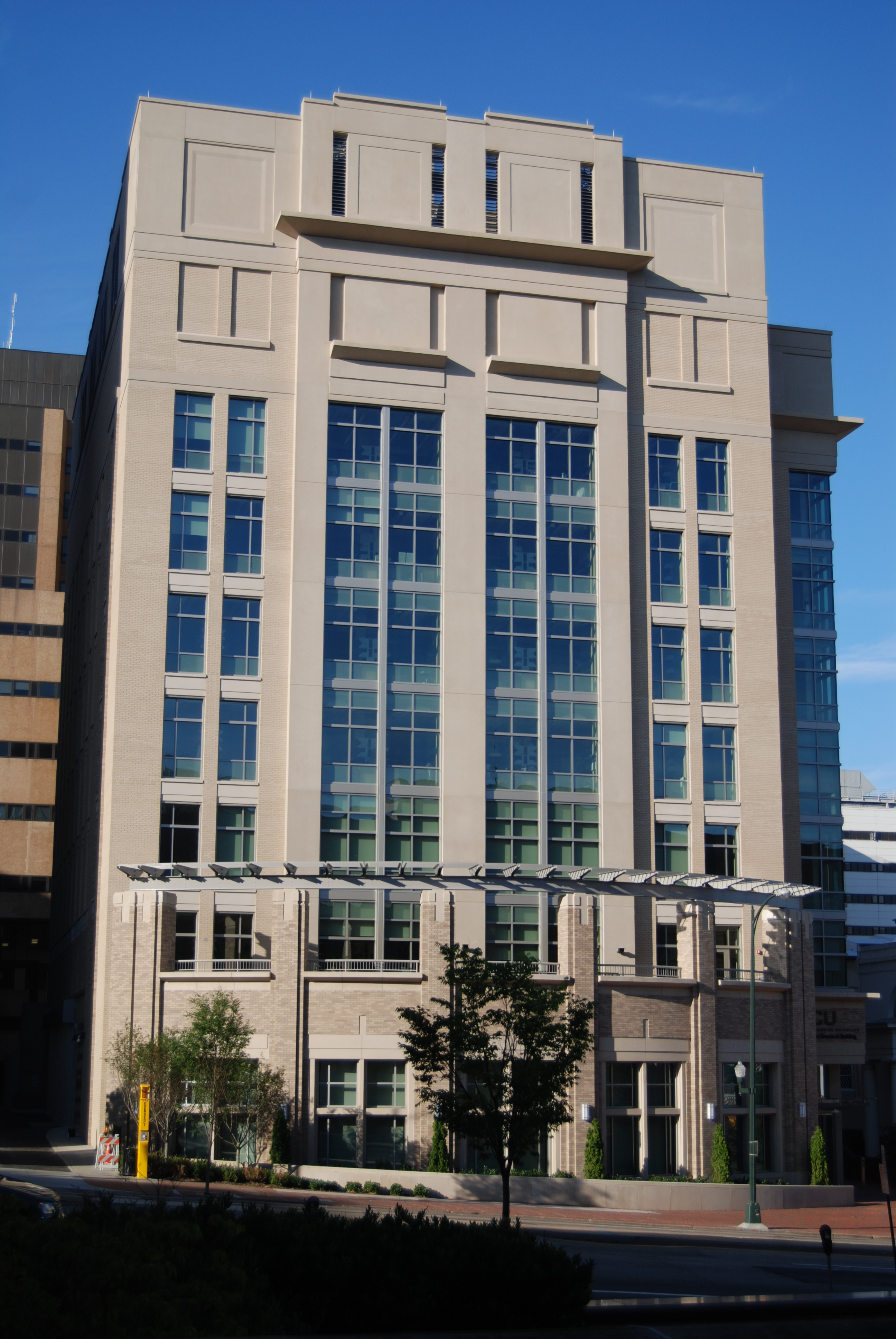
VCU分子医学研究棟（MMRB）MCVキャンパス。

## キャンパス
バージニア・コモンウェルス大学はバージニア州リッチモンドに2つのメインキャンパスを有している。一つはモンローパークキャンパスで、リッチモンドの下町西部に位置しており、もう一つは都市中心部にあるMCVキャンパスである。さらに、VCUはカタールの敎育市に支部キャンパスを持っており、同地にもたくさんの施設を保有している。

## 学術

### 学科構成
- College of Humanities & Sciences（人文・科学カレッジ）[9]
  - School of Mass Communications（マスコミュニケーション学部）[10]
  - School of World Studies（世界研究学部）[11]
- L. Douglas Wilder School of Government and Public Affairs（L・ダグラス・ウィルダー行政公共政策学部）[12]
- School of Allied Health Professions（関連保健専門家学部）[13]
- School of the Arts（芸術学部）[14]
- School of Business（ビジネス学部）[15]
- School of Dentistry（歯学部）[16]
- School of Education（教育学部）[17]
- School of Engineering（工学部）[18]
- School of Medicine（医学部）[19]
- School of Nursing（看護学部）[20]
- School of Pharmacy（薬学部）[21]
- School of Social Work（ソーシャルワーク学部）[22]
- University College（ユニバーシティ・カレッジ）[23]
- VCU Graduate School（VCU大学院）[24]
- VCU Honors College（VCUオナーズ・カレッジ）[25]
- VCU Life Sciences（VCU生命科学）[26]